# Mausoleum van Helena
Het Mausoleum van Helena was het grafmonument voor Sint-Helena in het oude Rome.
Helena was de later heilig verklaarde moeder van Constantijn de Grote. De keizer liet het mausoleum oorspronkelijk voor zichzelf bouwen, maar hij vertrok later naar het oosten om van Constantinopel zijn nieuwe hoofdstad te maken. In 330 overleed zijn moeder, die wel in het mausoleum werd begraven.
Het mausoleum stond aan de Via Labicana, de huidige Via Casilina. Het gebouw was rond aan de buitenkant, maar had een achthoekig interieur. In de middeleeuwen werd het mausoleum verbouwd tot een fort, waarna het bekendstond als Tor Pignattara. Tor betekent toren en Pignattara verwijst naar de pignatte, de aardewerken vazen die tijdens de bouw in de muren waren gemetseld om de constructie te verlichten. De betonnen koepel en delen van de muren zijn op zeker moment ingestort. Later werd in de ruïne van het mausoleum een kleine kapel gewijd aan de heiligen Pietro en Macellino.
De porfieren sarcofaag waarin Helena werd begraven is bewaard gebleven en staat tegenwoordig in de Vaticaanse Musea. Naast het mausoleum ligt de ingang van een grote catacombe.

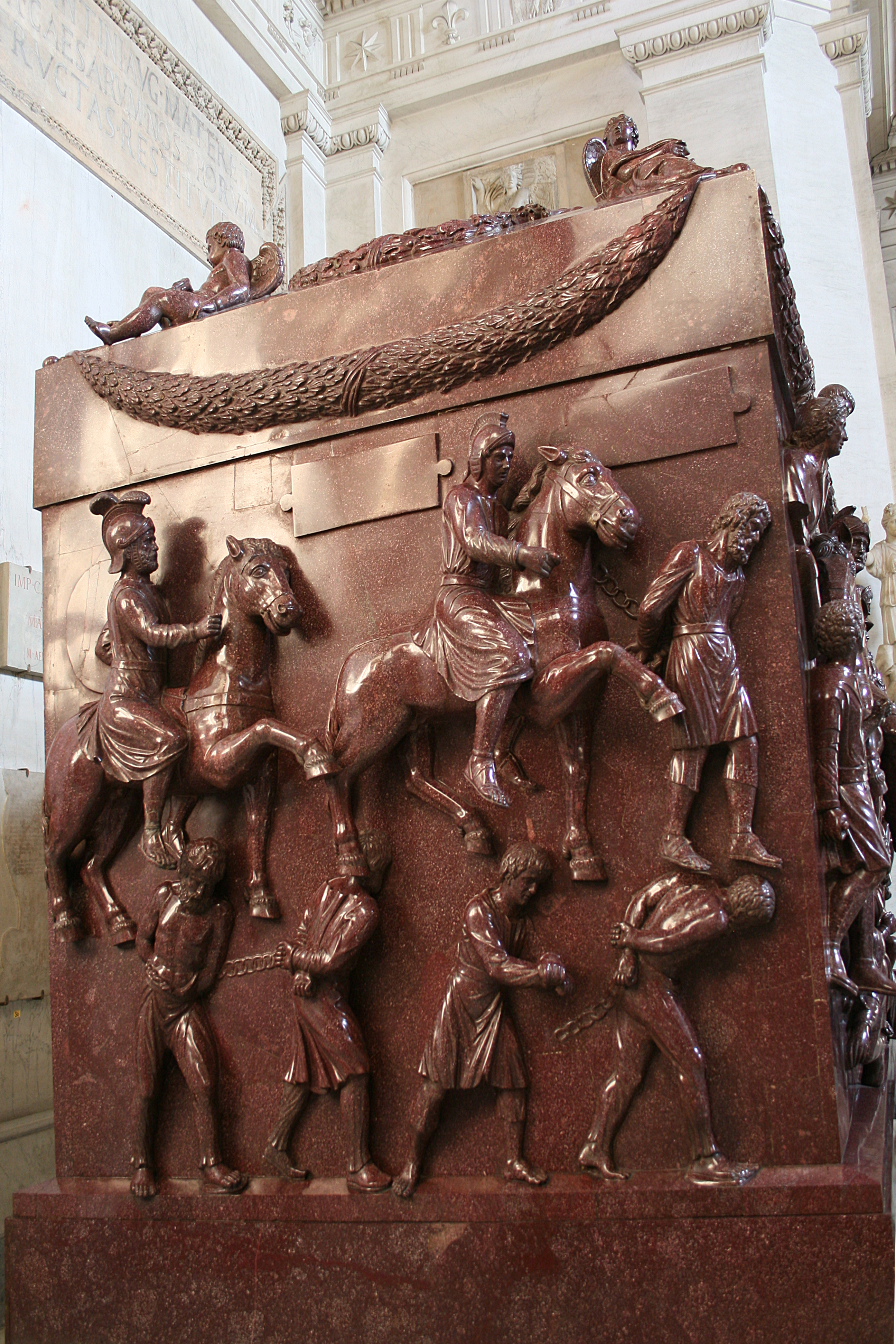
De porfieren sarcofaag van Helena